# Photis reinhardi
Photis reinhardi är en kräftdjursart som beskrevs av Henrik Nikolai Krøyer 1842. Photis reinhardi ingår i släktet Photis och familjen Isaeidae. Arten är reproducerande i Sverige. Inga underarter finns listade i Catalogue of Life.